# Квинт Антисций Адвент Постумий Аквилин
Квинт Антисций Адвент Постумий Аквилин (на латински: Quintus Antistius Adventus Postumius Aquilinus) e политик, сенатор и военен на Римската империя през 2 век.

## Биография
Антисций e homo novus и произлиза от Thibilis в Нумидия.
Той е първо военен трибун в I легион на Минерва, след това започва сенаторската си кариера като квестор в провинция Македония. След това е народен трибун, легат в провинция Африка и претор. Като легат на VI Железен легион той участва в Сирия Палестина от 162 г. като легат на II Спомагателен легион в Партската война, където е високо отличен. От 165 до 167 г. е управител на Арабия Петреа. Той е суфектконсул вероятно без присъствие през 167 г.
По-късно той е curator operum locorumque publicorum и отговаря за обществените строежи в Рим. Като legatus Augusti at praetenturam Italiae et Alpium expeditione Germanica той отблъсква германски племена в Северна Италия. От 170 г. той е управител на провинция Долна Германия, от 173 до 176 г. на провинция Британия. Антисций е също и фециали.

## Фамилия
Антисций е женен за Новия Криспия. Те имат един син:
- Луций Антисций Бур (консул 181 г.).